# Mark Sanchez (chính khách)
Mark Sanchez là một chính khách người Mỹ ở San Francisco, California.  Ông đã tham gia Hội đồng Giáo dục San Francisco từ năm 2001 đến năm 2009, và giữ chức chủ tịch hội đồng quản trị từ năm 2007 đến 2009. Sanchez đã thua cuộc bầu cử năm 2008 cho Hội đồng giám sát San Francisco ở Quận 9. Ông lại được bầu vào Hội đồng giáo dục San Francisco năm 2016.  Ông được bầu làm Chủ tịch Hội đồng quản trị vào năm 2020, giữ chức Phó Chủ tịch từ năm 2018.

## Tiểu sử và sự nghiệp chính trị
Mark Sanchez là một giáo viên lâu năm ở San Francisco. Ông thành lập Giáo viên Thay đổi và Giáo viên Công bằng Xã hội trước khi ra tranh cử vào Hội đồng Giáo dục năm 2000. Năm 2000, ông trở thành thành viên Đảng Xanh đầu tiên và Ủy viên đồng tính công khai thứ hai trong Hội đồng Giáo dục.
Sanchez đại diện cho phe đối lập với Tổng giám đốc Arlene Ackerman khi đó. Biên niên sử San Francisco đổ lỗi cho Sanchez một phần vì mối quan hệ căng thẳng mà Hội đồng quản trị đã có với tổng giám đốc: 
Điều (Ackerman) không cần là bắn tỉa và đoán thứ hai từ các quan chức được bầu có công việc là thiết lập các chính sách rộng lớn, chứ không phải vi mô đối với hành vi hàng ngày của tổng giám đốc. Căng thẳng giữa các thành viên hội đồng trường và giám thị đi kèm với lãnh thổ. Nhưng ở San Francisco, những căng thẳng đó đã vượt xa giới hạn chấp nhận được. Ba thành viên hội đồng quản trị đặc biệt là—Eric Mar, Sarah Lipson và Mark Sanchez—cần bắt đầu làm việc với Ackerman, không phải chiến đấu với bà ấy hầu như hàng ngày.
Tại một cuộc họp của Hội đồng Giáo dục vào tháng 9 năm 2003, Sanchez là một trong số"ba thành viên hội đồng mà Ackerman đã khóa sừng nói rằng họ vẫn kiên định phản đối việc quản lý quận của bà, nơi họ đặc trưng là độc đoán và không chịu khuất phục trước những quan điểm khác biệt." Ackerman đã từ chức năm 2005. Báo cáo của tờ San Francisco Chronicle,"Thị trưởng Newsom nói rằng ông rất buồn nhưng không ngạc nhiên về sự từ chức của Ackerman khi xem xét vụ cãi nhau đang diễn ra giữa bà và một phe của hội đồng trường. Ông nói rằng thật xấu hổ khi mất kiến trúc sư về những cải tiến trong các trường học thành phố."
Vào tháng 1 năm 2007, Mark Sanchez đã được nhất trí bầu làm Chủ tịch Hội đồng Giáo dục.  Nhiệm kỳ của ông với tư cách là Chủ tịch bao gồm việc thuê Giám đốc điều hành SFUSD mới Carlos Garcia, rút ngắn các cuộc họp thường kỳ của Hội đồng Giáo dục, cuộc tranh luận về chương trình JROTC nổi tiếng của San Francisco và một nghị quyết cho Lennar Corporation ngừng thi công tại Nhà máy đóng tàu hải quân Hunters Point vì những lo ngại về sức khỏe.
Năm 2003, các ủy viên Sanchez và Mar đã tài trợ cho một nghị quyết phản chiến."Nghị quyết ban đầu kêu gọi thúc đẩy một cuộc biểu tình phản chiến trên toàn quận và tạo ra một chương trình giảng dạy được loại bỏ từ các nguồn lực của các nhóm phản chiến được sử dụng từ mẫu giáo trở lên." Tuy nhiên, các thành viên hội đồng khác phản đối nghị quyết, gọi đó là một chiều và đưa học sinh ra khỏi trường để tham gia cuộc biểu tình."Đề xuất thất bại nhưng một phiên bản xuống nước đã thông qua hội đồng quản trị kêu gọi một ngày thảo luận công khai trong khuôn viên trường về khả năng xảy ra chiến tranh ở Iraq."